# Gloria Lane
Gloria Lane (Trenton, Nova Jersey, EUA, 6 de juny de 1930) és una mezzosoprano operística estatunidenca, que va tenir una carrera activa d'àmbit internacional de 1949 a 1976.

## Estudis inicials
El seu nom de naixement fou Gussie Siet, filla d'un comerciant de ferralla. El 1948, després de no tenir una formació formal de veu, va guanyar el concurs anual "Veus de Demà", organitzat pel The Philadelphia Inquirer. Guanyar el concurs li va permetre cursar estudis vocals amb Elizabeth Westmoreland a Filadèlfia. El 1949 va guanyar una beca al Centre de Música Tanglewood, on va debutar amb l'Orquestra Simfònica de Boston interpretant el paper protagonista en algunes escenes de l'òpera Carmen de Bizet, sota la direcció de Boris Goldovsky.

## Carrera inicial
L'any 1950 Gloria Lane va estrenar el rol de la secretaria del Consolat en l'estrena absoluta de The Consul de Gian Carlo Menotti, al Shubert Teatre de Filadèlfia. Va continuar participant en l'obra quan es va traslladar més tard a Broadway, on va gaudir d'una exitosa producció de vuit mesos de durada. Va representar-la també al Regne Unit el febrer de 1951, al Teatre de Cambridge, i al Théâtre des Champs-Élysées de París el maig de 1951. Per la seva interpretació d'aquest paper va guanyar el premi Clarence Derwent Award per a la millor actriu de suport en una funció musical, i el premi Donaldson Award per a la millor actriu de suport i la millor actuació d'un debutant.
El 1954 Lane va retornar a Broadway per a aparèixer en una altra estrena absoluta d'una obra de Menotti, interpretant el paper de Desideria en l'obra The Saint of Bleecker Street, guanyadora d'un Premi Pulitzer. Aquest paper va ser el que interpretar arran del seu debut La Scala de Milà, l'any 1955.
Lane va fer el seu debut amb la New York City Opera de Nova York amb el paper de la secretaria de The Consul en 1952. Va cantar moltes més funcions amb el NYCO en el període 1952-1960, incloent-hi Amneris d'Aida, Annina en Der Rosenkavalier, la mare d'Antonia en Les contes d'Hoffmann, Evadne en Troilus and Cressida, Maddalena en Rigoletto, la mare en Amahl and the Night Visitors, Salud en La vida breve, i el paper principal de Carmen. Va cantar el paper principal de L'incoronazione di Poppea amb la American Opera Society en 1953. Aquell any mateix va cantar Carmen i el paper del patge Meg de Die lustigen Weiber von Windsor a la Central City Opera. En 1957 va estrenar el paper de la comtessa en l'estrena absoluta de La Grande Breteche d'Stanley Hollingsworth, un encàrrec per a la televisió de la per televisiu de la NBC Opera Theatre (NBCOT). També per a la NBCOT i en produccions televisives, va interpretar Helene de Guerra i pau (1957), Maddalena de Rigoletto (1958) i Marina Mniszech de Borís Godunov (1961).
En 1957 Lane va fer el seu debut al Deutsche Oper Berlin en el paper de la princesa Eboli de l'òpera Don Carlos de Verdi. Al llarg de la temporada va interpretar al mateix teatre el paper d'Ulrica en Un ballo in maschera de Verdi. En 1958 va retornar a La Scala per a cantar Carmen, abans de fer el seu debut al Festival de Glyndebourne i al Festival d'Edimburg, fent el paper de Baba el Turc en The Rake's Progress d'Stravinski. També va cantar Carmen al seu debut al Covent Garden de Londres i l'Òpera de San Francisco l'any 1959, i al seu debut amb l'Opera Company de Boston en 1960.

## Èxit internacional
Al llarg de la dècada del 1960 la carrera de Lane es va desenvolupar principalment a Europa i al Canadà. Va cantar, entre d'altres, amb la Canadian Opera Company, la Edmond Opera Association, al Grand Théâtre de Bordeus, a La Fenice de Venècia, a La Scala de Milà, a l'Opéra National de Lió, al Gran Teatre del Liceu de Barcelona, al Teatro Comunale de Bolonya, al Teatro Giuseppe Verdi de Busseto, al Teatro Massimo de Palerm, al Teatro Regio de Parma, al Teatro Regio de Torí, a l'Òpera de l'Estat de Viena i al Wexford Festival Opera. El 1961 va estrenar el paper de Beatrice en l'estrena absoluta de Uno sguardo dal ponte de Renzo Rossellini, al Teatro dell'Òpera de Roma. Aquest paper el va repetir en 1967 en l'estrena als EUA de l'òpera, amb la Lyric Opera Company de Filadèlfia. En 1968 va representar el paper de Desideria al Festival dei Due Mondi de Spoleto.
Al Liceu va debutar el 23 de desembre de 1960 amb el paper principal de Carmen de Bizet, al costat del tenor Pier Miranda-Ferraro (Don José) i del baríton barceloní Josep Simorra (Escamillo), sota la direcció de l'italià Manno Wolf-Ferrari.

## Retirada dels escenaris
A finals de la dècada del 1960, la carrera de Lane va començar a minvar pel que fa al nombre de contractes. Va intentar revitalitzar la seva carrera canviant la seva especialització a la d'una soprano dramàtica. Així, va cantar el paper de Santuzza de Cavalleria rusticana amb l'Òpera de Vancouver el 1971. L'any següent va cantar al Festival de Glyndebourne el paper principal d'Ariadne auf Naxos de Richard Strauss i Lady Macbeth de Macbeth de Verdi. Malgrat que les crítiques de les seves actuacions van ser en general positives, no va aconseguir augmentar el nombre de contractacions. L'any 1974 va realitzar la seva última actuació en una producció escènica, fent el paper de Desdemona de Otello de Verdi al Teatre d'Òpera d'Hawaii. El seu últim projecte notable va ser un enregistrament de l'any 1976, en el paper de Katerina Ismailova de Lady Macbeth de Mtsensk de Dmitri Xostakóvitx, per a la RAI.
Després de retirar-se dels escenaris, Lane va establir-se a Los Angeles, on va ensenyar cant en un estudi privat. Entre els seus estudiants notables es troben Pamela Scanlon, Christine Kelley i Francis Liska.
Va estar casada durant 50 anys amb el director Samuel Krachmalnick.